# Френк Макфарлейн Бернет
Сер Френк Макфарлейн Бернет (англ. Sir Frank Macfarlane Burnet; 3 вересня 1899, Траралгон, Вікторія — 31 серпня 1985) — австралійський вірусолог.

## Біографія
Закінчив Мельбурнський університет (1923), професор цього університету. Директор інституту медичних досліджень (Уолтера і Елізи Холл).

## Основні роботи
Основні дослідження присвячені екології вірусів, взаєминам вірусів та їх «хазяїв», механізму розмноження вірусів, їх мінливості. Вперше вивчив збудника ку-гарячки, якому присвоєно його ім'я (лат. Rickettsia burneti). Вірусні хвороби людини Бернет розглядав з еволюційної та екологічної точок зору.
Найбільш відомий своїми роботами в галузі імунології. Є автором клонально-селективної теорії імунітету і першовідкривачем явища імунотолерантності; за останнє відкриття отримав Нобелівську премію.

## Нобелівська премія
Нобелівська премія з фізіології або медицини (1960) разом з Пітером Медаваром «за відкриття, що стосуються імунотолерантності».

## Нагороди
- Лицар-Командор Ордена Британської імперії
- Лицар Ордена Австралії
- Австралієць року (1960)

## Публікації
- Viruses and man, L., 1953
- Principles of animal virology, N. Y., 1955
- Integrity of the body, Camb. (Mass.), 1962; в рос. пер .- Вірус як організм, М., 1967